# سيجفريد وروي
سيجفريد وروي (13 يونيو 1939 / 3 أكتوبر 1944 - 8 مايو 2020) (بالإنجليزية: Siegfried & Roy)‏ هو مغنٍّ وممثل وملحن وراقص ومنتج أغاني ورجل أعمال وناشط حقوقي أمريكي لقب بملك البوب.

## وصلات خارجية
- الموقع الرسمي
- سيجفريد وروي على موقع IMDb (الإنجليزية)
- سيجفريد وروي على موقع ميوزك برينز (الإنجليزية)
- سيجفريد وروي على موقع ديسكوغز (الإنجليزية)